# Specimen Art
O termo Specimen Art foi usado pela primeira vez por John Naisbitt no livro "High Tech, High Touch - Technology and our search for meaning", em 1999, para designar o surgimento repentino de uma arte que estreita relações entre o universo, a natureza e o ser humano. É a arte que se utiliza ou critica teorias científicas, tecnológicas e imagéticas. É a arte que nos relembra de nossa condição humana através do corpo ou de partes dele: células, órgãos, tecidos, membros e o corpo inteiro. É a arte que busca exaltar nossa humanidade ao permitir a percepção de nós mesmos como um corpo sexual, imperfeito, espiritual e orgânico.
Distingue-se da arte figurativa do passado porque está baseada em espécimes humanas de verdade e não em sua representação. Os artistas que atuam neste ramo da arte adotaram principalmente o uso da fotografia, hologramas, vídeos, CD-ROMs ou Internet como suporte. Algumas vezes eles mostram os elementos do corpo como esculturas: fluidos corpóreos, órgãos ou cadáveres. Também utilizam os próprios corpos ou derivados como "espécimen" e o resultado é exibido através de tradicionais autorretratos, passando por ressonâncias magnéticas, DNAs e exames forenses.
Vito Acconci é considerado o avô da Specimen Art por seu trabalho Seedbed, exibido em 1972 na Galeria Sonnabend, em Nova York.

## Artistas atuais
Melissa Alexander, Natalie Bookchin, Barbara Brandt, Ann Breed, Thomas Bubendorfer, Hirst Damien, Ken Burns, Nancy Burson, Zoe Leonard, Iñigo Manglano-Ovale, Marc Quinn e muitos outros.